# نکته انحرافی

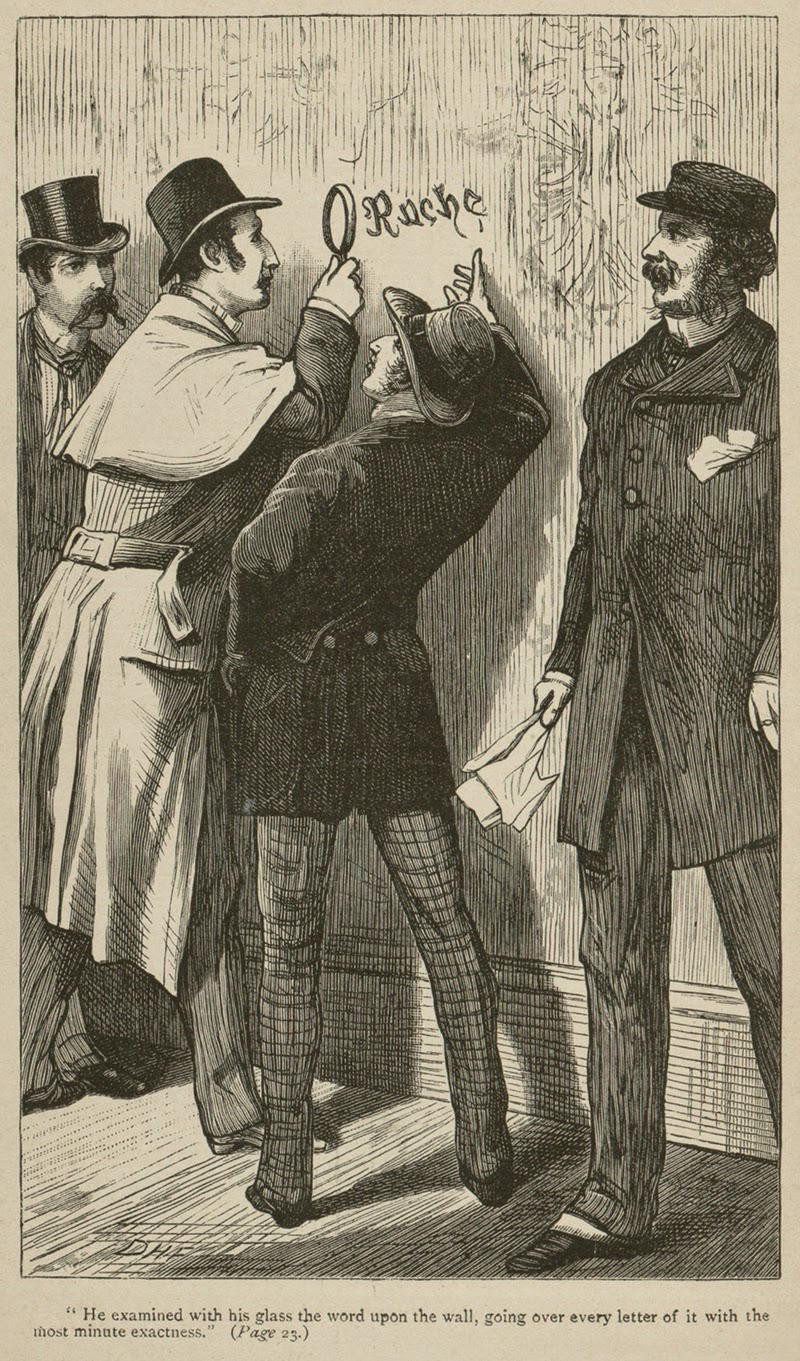
آرتور کانن دویل، مطالعه ای در اسکارلت (۱۸۸۷)، تصویرسازی توسط دیوید هنری فریستون، در سالانه کریسمس بیتون.

مغالطه نکته انحرافی یا مغالطهٔ ماهی دودی یا شاه‌ماهی سرخ (به انگلیسی: the red herring) ترفندی است شامل بحث را به بیراهه کشاندن یا منتفی کردن زمینهٔ پاسخ‌گویی با بهره‌گیری از یک نکتهٔ بی‌ربط.  مغالطه نکته انحرافی وقتی صورت می‌گیرد که شخصی توجه مخاطب خود را از موضوع اصلی بحث به یک نکته کاملاً متفاوت و فرعی منحرف کند، و سپس از این مقدمات فرعی و نامربوط نتیجه‌ای می‌گیرد یا چنین وانمود می‌کند که نتیجه‌ای گرفته است.

## ریشه‌شناسی
عبارت مغالطه ماهی دودی (به انگلیسی: red herring) اشاره به ترفندی در میان شکارچیان دارد که وقتی یک سگ شکاری به جای تعقیب صید، به سمت و سوی دیگری می‌رود شکارچیان، کیسه‌ای را که حاوی ماهی دودی است در مسیر سگ‌های شکاری قرار می‌دهند و بوی ماهی دودی سگ‌ها را به سمت و سوی مورد نظر شکارچی سوق می‌دهد.

## مثال
این ایام روزنامه‌ها و مجلات مطالب زیادی در مورد نیاز به ضدعفونی کردن سبزیجات و میوه‌ها و از بین بردن میکروب‌های احتمالی درج می‌کنند. به هر حال سبزیجات و میوه‌ها غذای اساسی برای سلامت انسان هستند هویج منبع سرشاری از ویتامین دارد.
در این‌جا موضوع اصلی بحث این بودکه برای از بین بردن میکروبهای احتمالی نیازی به ضد عفونی کردن سبزیجات و میوه‌ها وجود دارد یا نه؟ اما شخص بحث‌کننده موضوع بحث را به انواع ویتامین‌ها و مواد معدنی که در سبزی‌ها وجود دارد، کشانده است.
به جای این که با دزدی‌ها و رانت‌های بزرگ برخورد کنند، آمده‌اند سر چهار راه پلیس گذاشته‌اند تا کسانی که یک خلاف کوچک می‌کنند را جریمه کنند.— 
در این مثال موضوع حساسی مثل دزدی و رانت مطرح شده است تا حواس مخاطب از موضوع تخلف رانندگی پرت شود.

## شفاهی بودن
مغالطه نکته انحرافی بیشتر یک سفسطه شفاهی است؛ یعنی در مقام محاوره و گفتگو ارتکاب این مغالطه بیشتر مشاهده می‌شود؛ زیرا در محاوره توجه مخاطب به موضوع اصلی بحث کمتر است و گوینده با سهولت بیشتری می‌تواند آگاهانه یا نا آگاهانه موضوع بحث را به یک مسله بی‌ربط منحرف سازد از سوی دیگر جریان و استمرار گفتگو و گذشت زمان باعث می‌شود که امکان بازگشت و توجه دوباره به موضع اصلی بحث وجود نداشته باشد.

## در ادبیات
در ادبیات و به‌ویژه در داستان‌های پلیسی و تریلر استفاده از نکته انحرافی رایج است، به‌شکلی که که شخصیت یا رویدادی را عمداً در مسیر کارآگاه (و همین‌طور خوانندگان) پیش می‌گذارند تا هرچه بیشتر به هیجان و پیچیدگی طرح داستان افزوده شود.
برای مثال در رمان رمز داوینچی، یک اسقف کاتولیک، از شخصیت‌های داستان، جهت گمراه کردن خواننده در طرح داستان وارد می‌شود و در نهایت مشخص می‌شود که بیگناه است. نام وی که یک شوخی نویسنده نیز است آرینگورُزا (Aringarosa) — به ایتالیایی: شاه‌ماهی سرخ — است.